# Sermoyer
Sermoyer est une commune française, située dans le département de l'Ain en région Auvergne-Rhône-Alpes.

## Géographie
Sermoyer fait partie de la Bresse. La commune était la plus septentrionale de la région Rhône-Alpes.
Particularité : la commune voisine de La Truchère (en Saône-et-Loire) est propriétaire, en bord de Seille, d'un bois situé sur le territoire de la commune : le bois de Maillance (65 hectares), petite forêt inondable présentant un intérêt biologique notable (colonie d'ardéidés, cigognes blanches...).

### Hydrographie
La Saône forme la limite occidentale de la commune, tandis que la Seille forme sa limite septentrionale. On note aussi la présence de plusieurs biefs et de plusieurs étangs.

### Climat
Pour des articles plus généraux, voir Climat d'Auvergne-Rhône-Alpes et Climat de l'Ain.
En 2010, le climat de la commune est de type climat océanique dégradé des plaines du Centre et du Nord, selon une étude du CNRS s'appuyant sur une série de données couvrant la période 1971-2000. En 2020, Météo-France publie une typologie des climats de la France métropolitaine dans laquelle la commune est exposée à un climat semi-continental et est dans la région climatique Bourgogne, vallée de la Saône, caractérisée par un bon ensoleillement (1 900 h/an), un été chaud (18,5 °C), un air sec au printemps et en été et des vents faibles.
Pour la période 1971-2000, la température annuelle moyenne est de 11,5 °C, avec une amplitude thermique annuelle de 17,9 °C. Le cumul annuel moyen de précipitations est de 936 mm, avec 11 jours de précipitations en janvier et 7,5 jours en juillet. Pour la période 1991-2020, la température moyenne annuelle observée sur la station météorologique de Météo-France la plus proche, sur la commune de Romenay à 7 km à vol d'oiseau, est de 11,8 °C et le cumul annuel moyen de précipitations est de 983,9 mm,. Pour l'avenir, les paramètres climatiques de la commune estimés pour 2050 selon différents scénarios d'émission de gaz à effet de serre sont consultables sur un site dédié publié par Météo-France en novembre 2022.

## Urbanisme

### Typologie
Au 1er janvier 2024, Sermoyer est catégorisée commune rurale à habitat dispersé, selon la nouvelle grille communale de densité à 7 niveaux définie par l'Insee en 2022.
Elle est située hors unité urbaine et hors attraction des villes,.

### Occupation des sols
L'occupation des sols de la commune, telle qu'elle ressort de la base de données européenne d’occupation biophysique des sols Corine Land Cover (CLC), est marquée par l'importance des territoires agricoles (75,5 % en 2018), une proportion sensiblement équivalente à celle de 1990 (75,9 %). La répartition détaillée en 2018 est la suivante : 
prairies (40,8 %), terres arables (23,6 %), forêts (19,5 %), zones agricoles hétérogènes (11,1 %), zones urbanisées (4,2 %), eaux continentales (0,9 %).
L'évolution de l’occupation des sols de la commune et de ses infrastructures peut être observée sur les différentes représentations cartographiques du territoire : la carte de Cassini (XVIIIe siècle), la carte d'état-major (1820-1866) et les cartes ou photos aériennes de l'IGN pour la période actuelle (1950 à aujourd'hui).

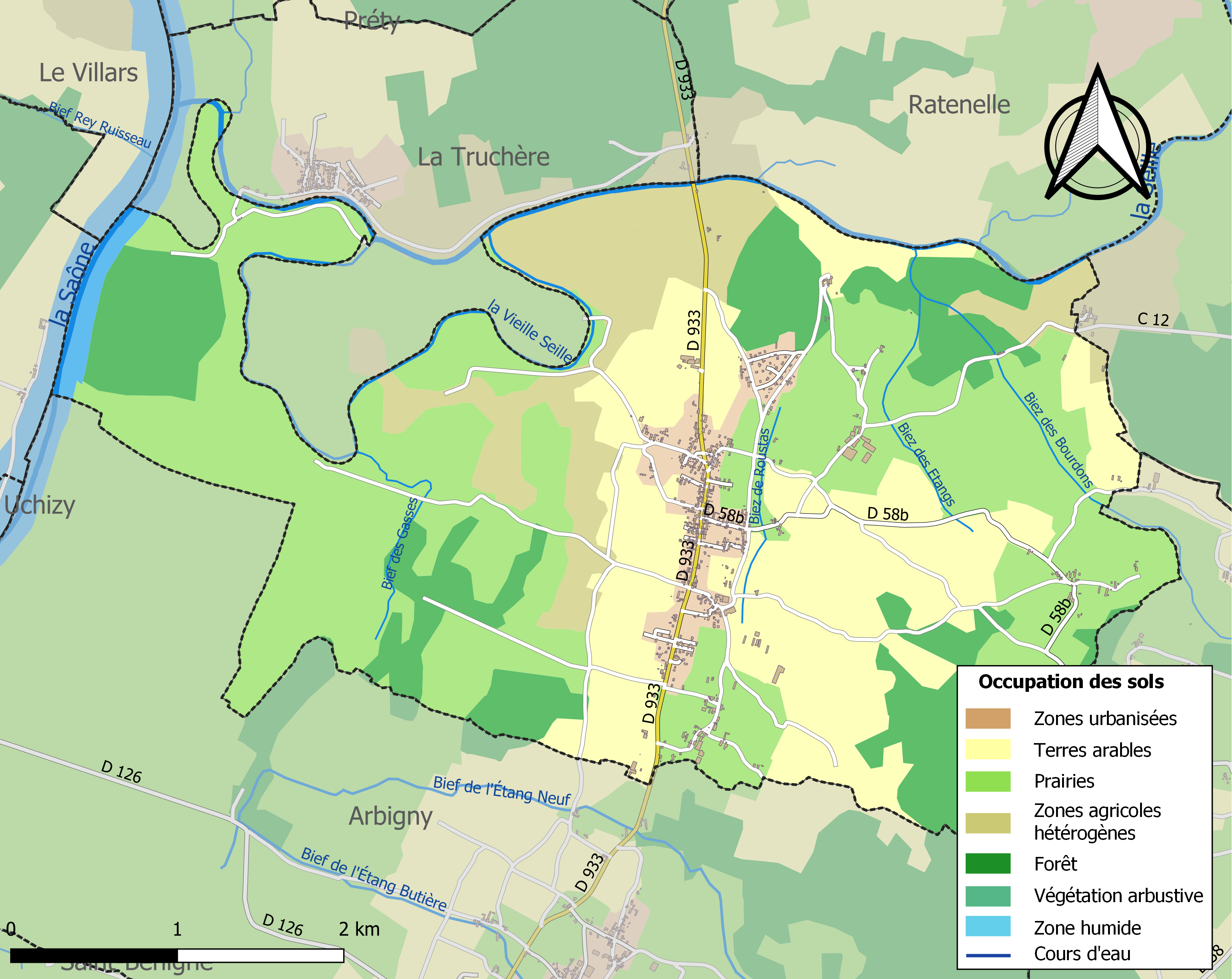
Carte des infrastructures et de l'occupation des sols de la commune en 2018 (CLC).

## Politique et administration

### Découpage territorial
La commune de Sermoyer est membre de la communauté de communes Bresse et Saône, un établissement public de coopération intercommunale (EPCI) à fiscalité propre créé le 1er janvier 2017 dont le siège est à Bâgé-le-Châtel. Ce dernier est par ailleurs membre d'autres groupements intercommunaux.
Sur le plan administratif, elle est rattachée à l'arrondissement de Bourg-en-Bresse, au département de l'Ain et à la région Auvergne-Rhône-Alpes. Sur le plan électoral, elle dépend du  canton de Replonges pour l'élection des conseillers départementaux, depuis le redécoupage cantonal de 2014 entré en vigueur en 2015, et de la première circonscription de l'Ain  pour les élections législatives, depuis le dernier découpage électoral de 2010.

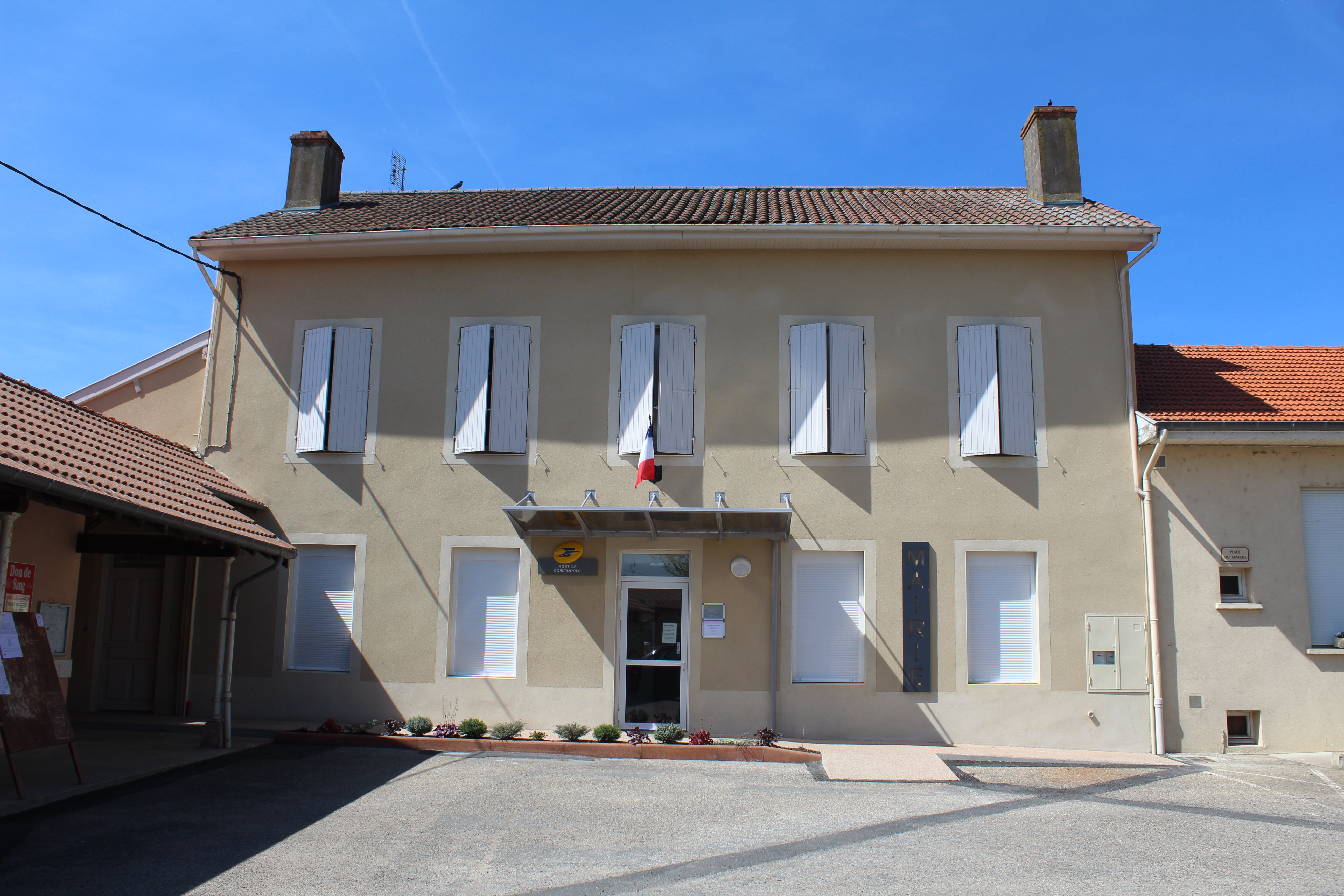
Mairie.

### Administration municipale
| Période    | Période  | Identité              | Étiquette | Qualité            |
| ---------- | -------- | --------------------- | --------- | ------------------ |
| avant 1981 | ?        | Henri Barday-Duchesne | DVG       |                    |
| 1995       | 2001     | Marcel Dupupet        |           |                    |
| 2001       | 2008     | René Martinot         |           |                    |
| 2008       | 2014     | Stéphane Mong         |           |                    |
| 2014       | mai 2020 | Michèle Bourcet       |           | Retraitée agricole |
| mai 2020   | En cours | Huguette Panchot      |           | Ancienne employée  |

## Population et société

### Démographie
L'évolution du nombre d'habitants est connue à travers les recensements de la population effectués dans la commune depuis 1793. Pour les communes de moins de 10 000 habitants, une enquête de recensement portant sur toute la population est réalisée tous les cinq ans, les populations de référence des années intermédiaires étant quant à elles estimées par interpolation ou extrapolation. Pour la commune, le premier recensement exhaustif entrant dans le cadre du nouveau dispositif a été réalisé en 2008.
En 2022, la commune comptait 659 habitants, en évolution de −2,8 % par rapport à 2016 (Ain : +5,15 %, France hors Mayotte : +2,11 %).
| 1793  | 1800  | 1806  | 1821  | 1831  | 1836  | 1841  | 1846  | 1851  |
| ----- | ----- | ----- | ----- | ----- | ----- | ----- | ----- | ----- |
| 1 136 | 1 175 | 1 070 | 1 155 | 1 201 | 1 212 | 1 234 | 1 181 | 1 205 |

| 1856  | 1861  | 1866  | 1872  | 1876  | 1881  | 1886  | 1891  | 1896  |
| ----- | ----- | ----- | ----- | ----- | ----- | ----- | ----- | ----- |
| 1 188 | 1 162 | 1 184 | 1 118 | 1 167 | 1 163 | 1 194 | 1 116 | 1 094 |

| 1901  | 1906  | 1911 | 1921 | 1926 | 1931 | 1936 | 1946 | 1954 |
| ----- | ----- | ---- | ---- | ---- | ---- | ---- | ---- | ---- |
| 1 024 | 1 040 | 992  | 959  | 918  | 841  | 756  | 705  | 648  |

| 1962 | 1968 | 1975 | 1982 | 1990 | 1999 | 2006 | 2008 | 2013 |
| ---- | ---- | ---- | ---- | ---- | ---- | ---- | ---- | ---- |
| 552  | 526  | 458  | 515  | 522  | 545  | 637  | 664  | 675  |

| 2018 | 2022 | - | - | - | - | - | - | - |
| ---- | ---- | - | - | - | - | - | - | - |
| 657  | 659  | - | - | - | - | - | - | - |

### Jumelages
Dornhan (Allemagne) depuis 1995 (land de Bade-Wurtemberg).

## Culture et patrimoine

### Lieux et monuments
- Gisement préhistorique de Sermoyer.
- Église Saint-Pierre-Saint-Paul.
- Motte ou « poype » citée en 1288[22].

### Patrimoine naturel
La commune compte quatre zones naturelles d'intérêt écologique, faunistique et floristique de type I. Ces zones sont aussi classées Natura 2000 :
- le Bois de Maillance ;
- les Dunes de Sermoyer ;
- les Prairie de la vieille Seille ;
- les Prairies inondables du val de Saône.

### Personnalités liées à la commune
- Henri Fertet, Compagnon de la Libération, résistant du groupe Guy Mocquet à Larnod (Doubs), fusillé à la citadelle de Besançon le 26 septembre 1943 à l'âge de 16 ans. Après-guerre, ses cendres seront dispersées au village.